# KOE VT 3
Der KOE VT 3 war ein Verbrennungsmotor-Triebwagen der Kreis Oldenburger Eisenbahn (KOE). Er wurde von der Waggonfabrik Wismar gefertigt und als Schlepptriebwagen verwendet. 1941 wurde er nach der Verstaatlichung der Kreisbahn von der Deutschen Reichsbahn übernommen und als 137 239 bezeichnet. Er war einer der wenigen dreiachsigen Triebwagen in Deutschland.

## Geschichte und technische Daten
Der Triebwagen wurde als zweiter Triebwagen bei der Kreis Oldenburger Eisenbahn in Dienst gestellt. Zuvor besaß die Gesellschaft schon seit 1925 einen benzolmechanischen Triebwagen, der den Namen Therese besaß.
1934 wurde der VT 3 als Gepäcktriebwagen beschafft. Über die Bezeichnung VT 3 gibt es keine eindeutige Klarheit. Deutungen geben die Bezeichnung als dreiachsigen Triebwagen wieder. Der erste Triebwagen der Gesellschaft war zweiachsig und trug die Bezeichnung VT 2. Nach dem VT 3 wurde als drittes Fahrzeug ein vierachsiger Triebwagen der Bauart Mosel beschafft, dieser erhielt die Bezeichnung VT 4.  Nach Angabe derselben Quelle soll der Triebwagen VT 3 bei der Gesellschaft die Nummerierung P.T.1 getragen haben. Er war einer der wenigen dreiachsigen Triebwagen in Deutschland. Eingesetzt war der Triebwagen besonders im Fährverkehr am Fehmarnsund. Dabei soll der Triebwagens nach Quellenangaben besonders auf der Strecke Neustadt–Heiligenhafen im Schleppverkehr eingesetzt gewesen sein.
1941 wurde die KOE verstaatlicht. Der Gepäcktriebwagen erhielt daraufhin die Bezeichnung 137 239. Auf Fotos ist der Triebwagen mit zweifarbiger Reichsbahn-Aufschrift zu sehen, eine Beschriftung ist nicht zu erkennen. Untersuchungsaufschriften zeigen am Fahrzeug die Aufschrift Hgl., was als Hagenow Land als Einsatzort nach der Verstaatlichung gedeutet wird. Einsätze während des Krieges sind nicht bekannt. Noch 1949 war der Triebwagen bei der Reichsbahndirektion München vorhanden und im Bahnbetriebswagenwerk (Bww) Pasing abgestellt. Andere Quellen bezeichnen ihn als Kriegsverlust.

## Fahrzeugaufbau
Der Triebwagen hatte ein Gewicht von 31.600 kg und lief auf einem zweiachsigen Drehgestell und einer Lenkachse. Das Drehgestell war mit einer längsliegenden Wiegeblattfeder abgefedert. Die Stirnseiten des Triebwagens waren polygonförmig ausgebildet, sie besaßen zum Übergang für das Personal eine mittig angeordnete Übergangstür und eine Übergangsbrücke. Der Gepäcktriebwagen besaß lediglich zwei kleine Fahrgastabteile und einen Gepäckraum mit großer Ladeschiebetür und vergitterten Fenstern.
Die Maschinenanlage, die im Detail nicht bekannt ist, war im Drehgestell und unter dem Wagenkastenboden untergebracht. Ebenso war die Kühlanlage des Triebwagens unterflur angeordnet.